# Dekanat Świdnica-Wschód

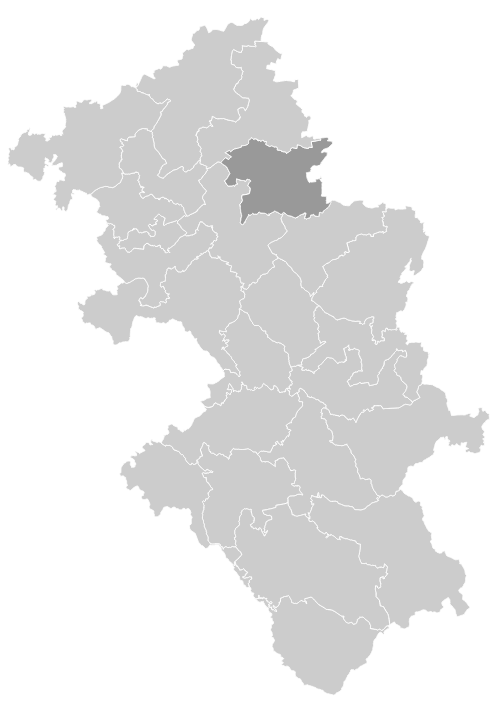
Położenie na mapie diecezji

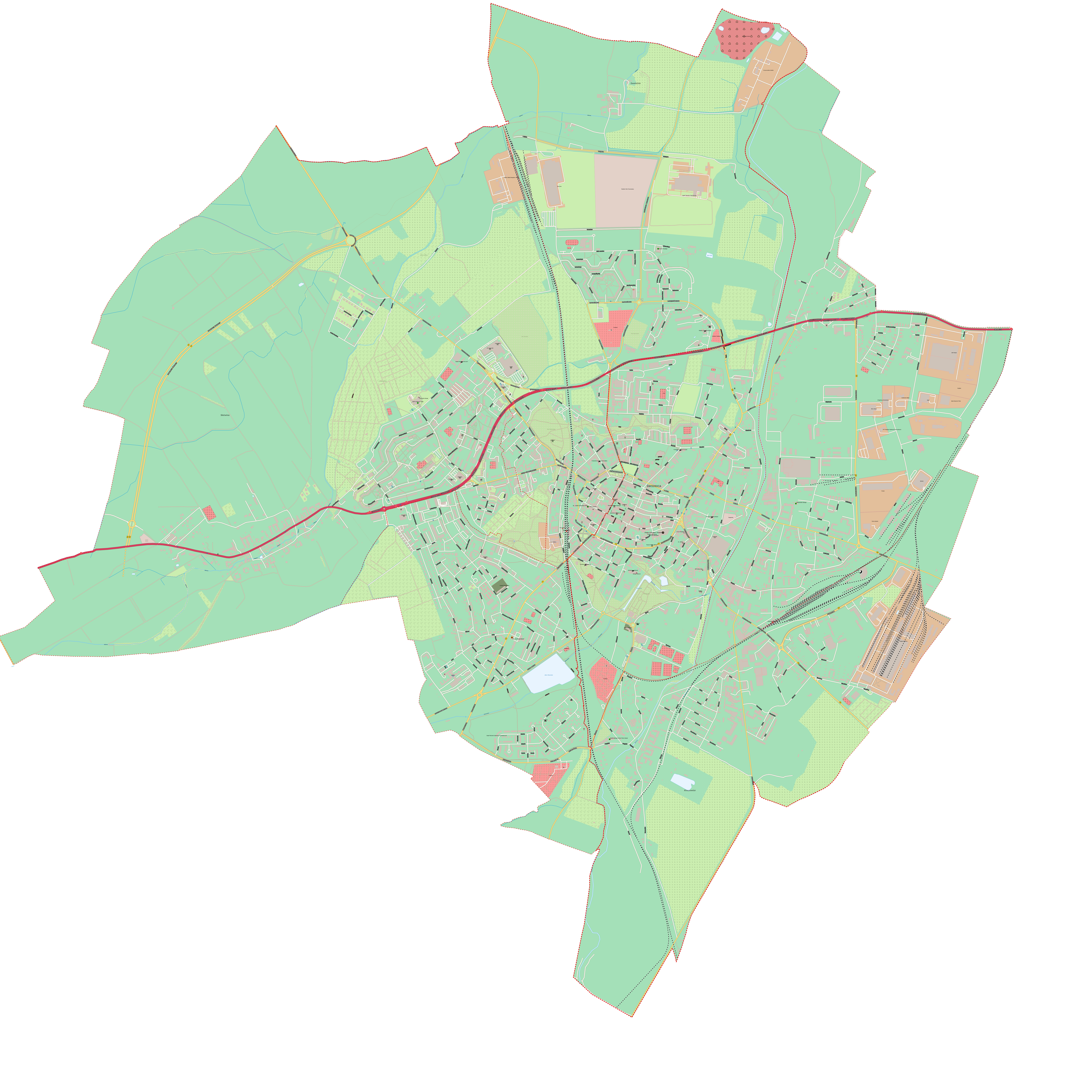
Podział Świdnicy na parafie

Dekanat Świdnica-Wschód – jeden z 24 dekanatów w rzymskokatolickiej diecezji świdnickiej.
Dekanat znajduje się na terenie województwa dolnośląskiego, w powiecie świdnickim. Jego główny kościół znajduje się w Świdnicy, jest to katedra św. Stanisława i św. Wacława. Ma tam również miejsce siedziba bp. Marka Mendyka biskupa diecezjalnego.

## Parafie i miejscowości
W skład dekanatu wchodzi 9 parafii:

### parafia św. Katarzyny
- Kątki
- Mysłaków → kościół parafialny
- Sady
- Zebrzydów → filia NMP Szkaplerznej

### parafia św. Mikołaja
- Jagodnik
- Miłochów
- Niegoszów
- Pszenno → kościół parafialny
- Wilków

### parafia Wszystkich Świętych
- Gola Świdnicka → filia św. Marcina
- Krasków
- Strzelce → kościół parafialny
- Szczepanów → filia NMP Różańcowej
- Tworzyjanów

### parafia św. Wawrzyńca
- Gołaszyce
- Gruszów
- Klecin
- Marcinowice → filia św. Wacława
- Panków
- Stefanowice
- Śmiałowice → kościół parafialny

### parafia Miłosierdzia Bożego
- Świdnica → kościół parafialny

### parafia Najśw. Serca Pana Jezusa
- Świdnica
  - Kraszowice → kościół parafialny

### parafia św. Stanisława i św. Wacława
- Świdnica → katedra i kościół pomocniczy Krzyża Świętego (używany przez Caritas Diecezji Świdnickiej)

Na terenie tej parafii znajdują się instytucje diecezjalne, m.in. Świdnicka Kuria Biskupia, Sąd Biskupi, Wyższe Seminarium Duchowne Diecezji Świdnickiej oraz Caritas Diecezji Świdnickiej.

### parafia Wniebowzięcia NMP
- Bagieniec
- Bolesławice → filia św. Jadwigi
- Bożanów
- Kalno
  - Kalno-Wostówka
- Nowice
- Sulisławice
- Tomkowa
- Wierzbna → kościół parafialny
- Wiśniowa

### parafia św. Michała
- Gogołów → filia św. Marcina
- Tąpadła
- Wirki
- Wiry → kościół parafialny

Powyższy wykaz przedstawia wszystkie miasta, wsie oraz dzielnice miast, przysiółki wsi i osady w dekanacie.